# La Capelle-Balaguier
La Capelle-Balaguier är en kommun i departementet Aveyron i regionen Occitanien i södra Frankrike. Kommunen ligger  i kantonen Villeneuve som ligger i arrondissementet Villefranche-de-Rouergue. År 2022 hade La Capelle-Balaguier 345 invånare.

## Befolkningsutveckling
Antalet invånare i kommunen La Capelle-Balaguier
Referens: INSEE